# جبريل مينديز
جبريل مينديز (30 مايو 1954 في البرتغال - ) هو لاعب كرة قدم برتغالي في مركز الدفاع. شارك مع منتخب البرتغال لكرة القدم. أما مع النوادي، فقد لعب مع سبورتينغ لشبونة ونادي بورتو ونادي كوفيليا.

## وصلات خارجية
- جبريل مينديز على موقع قاعدة بيانات كرة القدم.إي يو (الإنجليزية)
- جبريل مينديز على موقع ناشيونال فوتبول تيمز (الإنجليزية)